# Janina Koblewska
Janina Koblewska (ur. 11 lutego 1918 w Berdyczowie, zm. 30 stycznia 1997 w Warszawie) – polska pedagog, profesor w Instytucie Programów Szkolnych oraz WSP w Kielcach, a także wykładowca (w latach 1956–1962) w Państwowej Wyższej Szkole Filmowej, Telewizyjnej i Teatralnej im. Leona Schillera w Łodzi. Od 1958 r. Koblewska była członkiem Brytyjskiego Stowarzyszenia Wychowawców Filmowych i Teatralnych. Interesowała się głównie wpływem środków masowego oddziaływania (filmu i telewizji) na dzieci i młodzież, a także wykorzystaniem tych środków w procesie kształcenia ogólnego oraz zawodowego. Była pierwszą żoną pedagoga Tadeusz Wróbla.

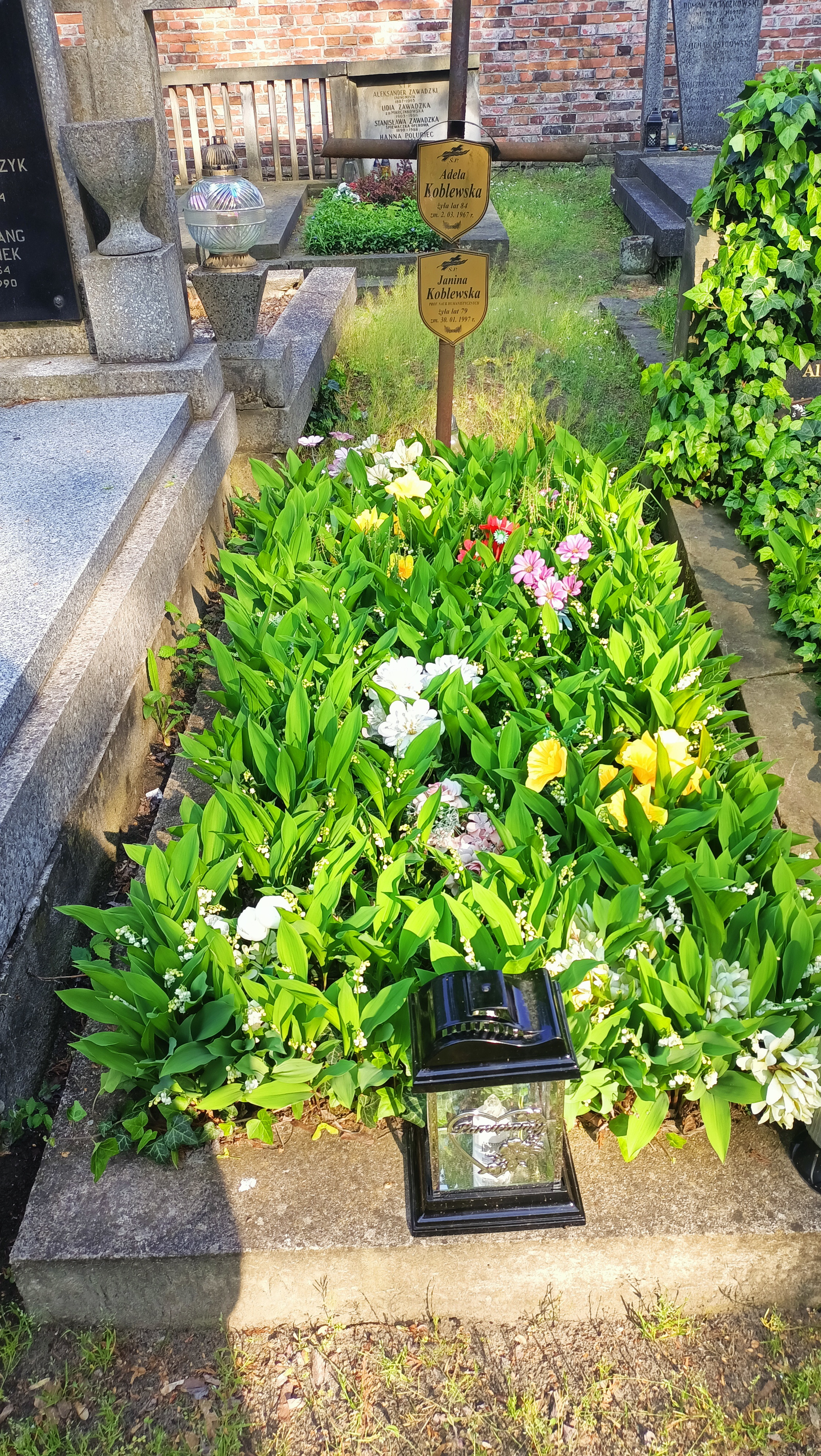
Grób Janiny Koblewskiej na Cmentarzu Powązkowskim w Warszawie

## Ważniejsze prace
- Film i dzieci (1961)
- Film fabularny w szkole (1964)
- Młodzież i środki masowego oddziaływania (1970)
- Propaganda i wychowanie (1974)
- Poglądowość w kształceniu ustawicznym (1975)
- Edukacja audiowizualna młodzieży w Polsce i na świecie (współautor: Stanisław Frycie, 1993)